# Jean-Michel Spieser
Jean-Michel Spieser (* 1942 in Straßburg) ist ein französischer Archäologe, der auf Zeugnisse des frühen Christentums und des Byzantinischen Reichs spezialisiert ist. Er lehrte von 1997 bis 2012 als Professor für frühchristliche und byzantinische Archäologie an der Universität Freiburg (Schweiz).

## Leben
Spieser studierte an der École normale supérieure in Paris (1963–1967) und bestand 1966 die Agrégation (Staatsprüfung für das höhere Lehramt) in Lettres classiques (klassische Sprachen und Literaturen). Von 1970 bis 1974 war er Mitglied der École française d’Athènes. Von 1975 bis 1994 arbeitete er an den Ausgrabungen des Deutschen Archäologischen Instituts Istanbul in Pergamon mit. Mit einer Arbeit über Denkmäler der frühchristlichen Stadt Thessaloniki aus dem 4. bis 6. Jahrhundert schloss Spieser 1978 das doctorat d’État ab (entspricht etwa einer Habilitation). Von 1978 bis 1997 war er einer der Ko-Direktoren der französisch-jugoslawischen Ausgrabung der spätantik-frühbyzantinischen Stadt Iustiniana Prima (Caričin Grad). 
Von 1981 bis 1997 lehrte er als Professor an der Universität Straßburg, wo er von 1983 bis 1986 Dekan der geschichtswissenschaftlichen Fakultät war. Zusätzlich hatte Spieser von 1986 bis 2000 einen Lehrauftrag für byzantinische Archäologie und Kunst an der École pratique des hautes études in Paris. Am Dumbarton Oaks Center for Byzantine Studies in Washington, D.C. hatte er von 1997 bis 2001 den Status eines Senior fellow. Von 1997 bis 2012 war er ordentlicher Professor für frühchristliche und byzantinische Archäologie an der Universität Freiburg (Schweiz). Von 1998 bis 2000 und 2003 bis 2005 war Spieser dort Vorsitzender der Abteilung für Altertumswissenschaften, von 2001 bis 2003 Direktor des Mediävistischen Instituts sowie von 2005 bis 2009 Dekan der geisteswissenschaftlichen Fakultät.

## Schriften (Auswahl)
- Thessalonique et ses monuments du IVe au VIe siècle. Contribution à l’étude d’une ville paléochrétienne. Paris 1984 (Dissertation).
- Die byzantinische Keramik aus der Stadtgrabung von Pergamon (= Pergamenische Forschungen. Bd. 9). Berlin 1996, ISBN 3-11-014958-3.
- mit Anthony Cutler: Das mittelalterliche Byzanz 725–1204. C. H. Beck, München 1996, ISBN 3-406-41244-0.
- Autour de la traditio legis. Thessaloniki 2004, ISBN 960-86749-2-1.
- Images du Christ. Des catacombes aux lendemains de l’iconoclasme. Genf 2015, ISBN 978-2-600-00557-9.
- Monuments et images de Byzance (= Bilans de Recherche. Bd. 13). Association des amis du Centre d'histoire et civilisation de Byzance, Paris 2023, ISBN 978-2-916716-92-3 (gesammelte kleine Schriften).